# علم جيرزي (جزيرة)

علم جيرزي

علم جيرزي المستخدم قبل عام 1981

أعتمد علم جيرزي من قبل حكومة جيرزي (كلمة الإنجليزية State of Jersey) في 12 حزيران - يونيو من سنة 1979 و حيث وافقت الملكة إليزابيث الثانية ملكة المملكة المتحدة في 10 كانون الأول - ديسمبر من سنة 1980 وأصبح العلم رسميا في 7 نيسان - أبريل من سنة 1981.